# Joseph Delève
Joseph Delève was een Belgisch entomoloog.
Delève was actief van 1937 tot 1973. Hij publiceerde veelvuldig studies over de keverfamilies Dryopidae en Elminthidae (Elmidae), waaronder bijdragen aan het Bulletin van de Koninklijke Belgische Vereniging voor Entomologie.
Hij is de naamgever van minstens 20 taxons, waaronder de Ctenelmis elegans, Graphelmis ambigua, Graphelmis consobrina, Graphelmis grouvellei, Graphelmis scapularis, Graphelmis valida, Helichus granulosus, Hexanchorus leleupi, Omotonus en Vietelmis brevicornis. Hij is de erkende auteur van meer dan driehonderd taxons.